# 上元 (唐粛宗)
上元（じょうげん）は中国唐代、粛宗の治世で使用された元号。760年閏4月 - 761年9月。
なお、上元は高宗の治世にも元号に用いられたことがある。
- 元年：史思明軍が洛陽を占領する。
- 2年：史思明が息子史朝義に殺害される。

## 西暦との対照表
| 上元 | 元年  | 2年   |
| 西暦 | 760年 | 761年 |
| 干支 | 庚子  | 辛丑  |

## 他元号との対照表
| 上元   | 元年      | 2年       |
| 渤海   | 大興22    | 大興23    |
| 南詔   | 賛普鐘9   | 賛普鐘10  |
| 史思明 | 順天2     | 順天3     |
| 日本   | 天平宝字4 | 天平宝字5 |